# La Chapelle-de-la-Tour
La Chapelle-de-la-Tour este o comună în departamentul Isère din sud-estul Franței. În 2009 avea o populație de 1.641 de locuitori.

## Evoluția populației
| An        | 1975 | 1982  | 1990  | 1999  | 2006  | 2009  |
| --------- | ---- | ----- | ----- | ----- | ----- | ----- |
| Populație | 811  | 1.044 | 1.295 | 1.384 | 1.580 | 1.641 |